# Vesícula extracel·lular

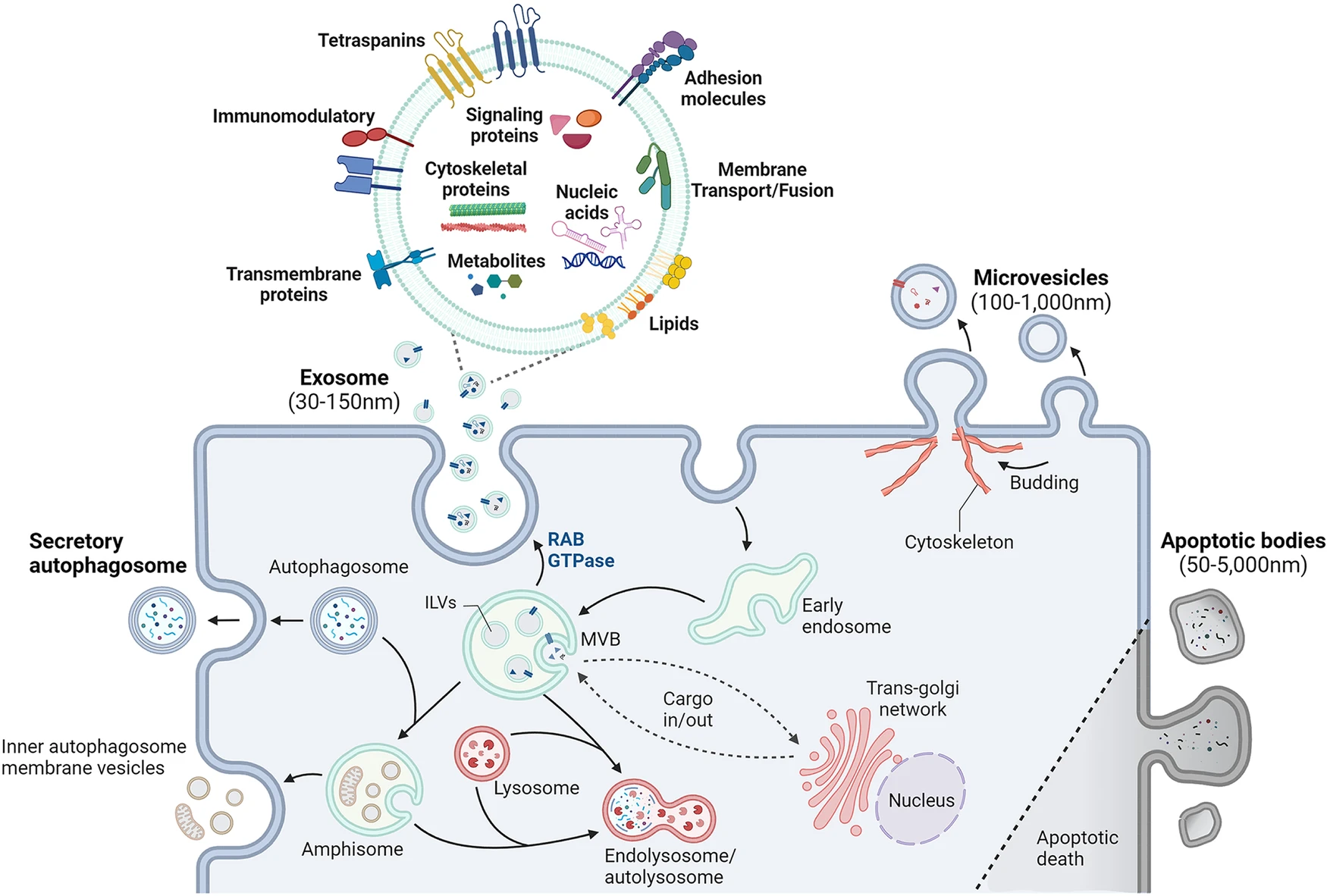
Mecanismes de la vesícula extracel·lular. Formació de vesícules extracel·lulars.

Les vesícules extracel·lulars (VE) són partícules delimitades per bicapa lipídica que s'alliberen de manera natural de gairebé tots els tipus de cèl·lules però, a diferència d'una cèl·lula, no es poden replicar. Els EV oscil·len en diàmetre des de prop de la mida del liposoma unilamel·lar més petit físicament possible (uns 20-30 nanòmetres) fins a 10 micres o més, tot i que la gran majoria dels EV són inferiors a 200. nm. Els EV es poden dividir segons la mida i la ruta de síntesi en exosomes, microvesícules i cossos apoptòtics. La composició dels EV varia en funció de les seves cèl·lules progenitores, que inclou proteïnes (per exemple, molècules d'adhesió, citoesquelets, citocines, proteïnes ribosòmiques, factors de creixement i enzims metabòlics), lípids (incloent-hi colesterol, balses de lípids i ceràmides), àcids nucleics (com ara). com ADN, ARNm i miARN ), metabòlits i fins i tot orgànuls. Es creu que la majoria de cèl·lules que s'han estudiat fins ara alliberen EV, incloses algunes cèl·lules arqueològiques, bacterianes, fúngiques i vegetals que estan envoltades de parets cel·lulars. S'ha proposat una gran varietat de subtipus d'EV, definits de manera diversa per mida, via de biogènesi, càrrega, font cel·lular i funció, donant lloc a una nomenclatura històricament heterogènia que inclou termes com exosomes i ectosomes.
S'han establert o postulat nombroses funcions dels vehicles elèctrics. La primera evidència de l'existència d'EV es va permetre amb l'ultracentrífuga, el microscopi electrònic i els estudis funcionals de la coagulació a mitjans del segle xx. Un fort augment de l'interès pels EV es va produir a la primera dècada del segle XXI després del descobriment que els EV podien transferir àcids nucleics com l'ARN de cèl·lula a cèl·lula. Associats amb els vehicles elèctrics de determinades cèl·lules o teixits, els àcids nucleics es podrien amplificar fàcilment com a marcadors de malaltia i també potencialment remuntar-se a una cèl·lula d'origen, com ara una cèl·lula tumoral. Quan els EV són absorbits per altres cèl·lules, poden alterar el comportament de la cèl·lula receptora, per exemple, els EV alliberats per cèl·lules de càncer colorectal augmenten la migració de fibroblasts i, per tant, els EV són importants per formar paisatges tumorals. Aquest descobriment també va implicar que els EV es podrien utilitzar amb finalitats terapèutiques, com ara lliurar àcids nucleics o altres càrregues al teixit malalt. Per contra, la inhibició farmacològica de l'alliberament d'EV, mitjançant Calix[6]arene, pot frenar la progressió del càncer de pàncrees experimental. El creixent interès pels vehicles elèctrics com a nexe per a la intervenció terapèutica va ser paral·lel a la formació d'empreses i programes de finançament centrats en el desenvolupament de vehicles elèctrics com a biomarcadors o teràpies de malalties, la fundació d'una Societat Internacional de Vesícules Extracel·lulars (ISEV) i l'establiment d'una organització científica. revista dedicada al camp, el Journal of Extracellular Vesicles.

## Història
L'evidència de l'existència dels EV i les seves funcions es va reunir per primera vegada mitjançant aplicacions combinades d'ultracentrifugació, microscòpia electrònica i estudis funcionals durant la meitat del segle xx. Erwin Chargaff i Randolph West van informar que els pellets ultracentrifugats del plasma sanguini tenien propietats procoagulants el 1946. La derivació plaquetària i la naturalesa que contenen lípids d'aquestes partícules va ser articulada més per Peter Wolf. Al voltant de la mateixa època, H. Clarke Anderson i Ermanno Bonucci van descriure per separat les propietats calcificants dels EV a la matriu òssia.
Encara que les propietats extracel·lulars i vesiculars dels EV havien estat reconegudes per nombrosos grups a la dècada de 1970, el terme "vesícula extracel·lular" es va utilitzar per primera vegada en un títol manuscrit el 1971. Aquest estudi de microscòpia electrònica de l'alga flagel·lada d'aigua dolça "Ochromonas danica" va informar de l'alliberament d'EVs de membranes, incloses les de flagels. Poc després, es va veure que els EV s'alliberaven de les cèl·lules tiroïdals fol·liculars del ratpenat durant l'excitació de la hibernació, cosa que suggereix la possible implicació dels EV en els processos endocrins. Els informes d'EV en mostres de vellositats intestinals i, per primera vegada, en material de càncer humà ( adenoma ) feien referència fins i tot a publicacions anteriors que van aportar proves similars, tot i que les conclusions sobre l'alliberament de EV llavors no s'havia dibuixat. Els EV també es van descriure en sèrum boví i medi condicionat de cultiu cel·lular amb distincions entre "vesícules del cos multivesicular" i "microvesícules". Aquests estudis van observar a més les similituds dels EV i els virus embolcallats.
A principis i mitjans de la dècada de 1980, els laboratoris Stahl i Johnstone van forjar una comprensió més profunda de l'alliberament d'EVs dels reticulòcits, mentre que també es va avançar en els EVs després de cèl·lules tumorals. La investigació dels reticulòcits, en particular, va demostrar que els EV es podien alliberar no només de la membrana plasmàtica o de la superfície de la cèl·lula, sinó també per fusió del cos multivesicular amb la membrana plasmàtica. Durant aquest temps, els EV es van descriure amb molts noms, de vegades en el mateix manuscrit, com ara "vesícules vessants", "fragments de membrana", "vesícules de membrana plasmàtica", "microvesícules/microvesícules", "exosomes" (utilitzat anteriorment). per a elements mòbils, transformadors d'ADN en organismes models Drosophila i Neurospora),"vesícules d'inclusió" i més, o referits per òrgans d'origen, com ara "prostasomes" que es va trobar que milloren la motilitat dels espermatozoides en el semen.
La implicació dels vehicles elèctrics en les respostes immunitàries es va fer cada cop més clara a la dècada de 1990 amb les troballes del grup de Graça Raposo i altres. Un assaig clínic d'EVs derivats de cèl·lules dendrítiques es va realitzar a França just abans del canvi de segle. Es van trobar cèl·lules del sistema immunitari capaços de transferir proteïnes transmembrana mitjançant EVs. Per exemple, els co-receptors del VIH CCR5 i CXCR4 es podrien transferir d'una cèl·lula susceptible al VIH a una cèl·lula refractària mitjançant "micropartícules", fent que la cèl·lula receptora sigui susceptible a la infecció.
A partir del 2006, diversos laboratoris van informar que els EV contenen àcids nucleics i tenen la capacitat de transferir-los de cèl·lula a cèl·lula. Fins i tot es va trobar que els àcids nucleics, inclosos els ADN i els ARN eren funcionals a la cèl·lula receptora. Tant si porten ADN, ARN, molècules de superfície o altres factors, la participació dels EV en la progressió del càncer va despertar un interès considerable, donant lloc a hipòtesis que els EV específics podrien apuntar a cèl·lules específiques a causa dels "codis" que es mostraven a la seva superfície; crear o millorar un nínxol metastàtic; delata la presència de càncers específics; o utilitzar-se com a teràpia per dirigir les cèl·lules canceroses. Mentrestant, es van fer avenços en la comprensió de la biogènesi i els subtipus de vesícules.
El ràpid creixement de la comunitat de recerca d'EV a principis dels anys 2000 va portar a la creació de la Societat Internacional de Vesícules Extracel·lulars (ISEV), que ha liderat els esforços de rigor i estandardització en el camp, inclòs l'establiment del Journal of Extracellular Vesicles. També s'han format una gran quantitat de societats nacionals i regionals de vehicles elèctrics. El 2012, l'Oficina del Director dels Instituts Nacionals de Salut (NIH) dels Estats Units va anunciar un programa per al finançament d'estudis d'ARN extracel·lular i EV, el Consorci de Comunicació d'ARN Extracel·lular (ERCC), que posteriorment va invertir > 100 milions de dòlars en investigació d'EV.. El 2018 es va anunciar una segona ronda de finançament. La inversió comercial en diagnòstic i terapèutica d'EV també va créixer durant aquest temps.